# Svenska kyrkan i Zürich
Svenska kyrkan i Zürich är en av Svenska kyrkans utlandsförsamlingar. 

## Administrativ historik
Församlingen bildades 1991. 

## Kyrkoherdar
| Ämbetstid | Namn             | Levnadstid | Övrigt |
| --------- | ---------------- | ---------- | ------ |
| 2014–2016 | Magnus Nordström | 1970–      | [ 1 ]  |

### Diakoner
| Ämbetstid | Namn           | Levnadstid | Övrigt |
| --------- | -------------- | ---------- | ------ |
| 2015–2016 | Siv Pettersson | 1959–      | [ 1 ]  |

### Fotnoter
1. 1 2   Matrikel 2016: Svenska kyrkan (69:a utgåvan). Stockholm: Verbum. 2016. sid. 417. ISBN 978-91-5263615-2